# Zaitunia spinimana
Espèce
Zaitunia spinimana est une espèce d'araignées aranéomorphes de la famille des Filistatidae.

## Distribution
Cette espèce se rencontre au Turkménistan et au Kazakhstan dans l'oblys de Manguistaou,.

## Description
Le mâle holotype mesure 2,60 mm et la femelle paratype 3,87 mm.

## Publication originale
- Zonstein & Marusik, 2016 : A revision of the spider genus Zaitunia (Araneae, Filistatidae). European Journal of Taxonomy, vol. 214, p. 1-97 (texte intégral).